# پاندلی ماجکو
پاندلی ماجکو (انگلیسی: Pandeli Majko؛ زادهٔ ۱۵ نوامبر ۱۹۶۷) یک سیاست‌مدار اهل آلبانی است.